# Margaret Brouwer
Margaret Brouwer (Míchigan, 8 de febrero de 1940 (85 años) es una compositora estadounidense.

## Estudios
Brouwer estudió en el Oberlin College, en el cual se graduó en 1962, y en la Universidad Estatal de Míchigan.
Después de haber iniciado su carrera musical como violinista profesional en la Sinfónica de Fort Worth y la Sinfónica de Dallas, obtuvo un doctorado en La Universidad de Indiana. 
Entre sus profesores se encuentran: Donald Erb, Harvey Sollberger, Frederick Fox, y George Crumb. 
En 2006 recibió un premio a la música de la academia americana de artes y letras.
Su concierto en percusión fue estrenado en La Sinfonía De Sattle, con ayuda de Gerard Schwarz y la percusionista Evelyn Glennie.
Actualmente dirige el Departamento de composición Cleveland Institute of Music y es la titular de Vincent K. y Edith H.

## Obra
- Concerto for Percussion And Orchestra Aurolucent Circles, 2002
- Sizzle 2000

### Registros
| Título                                                            |  | Año  |  | Marbete             |  | Catálogo n.º |  | Notas |
| ----------------------------------------------------------------- |  | ---- |  | ------------------- |  | ------------ |  | --- |
| Shattered: Chamber Music of Margaret Brouwer                      |  | 2014 |  | Naxos Records       |  | 8.559763     |  | Shattered Glass, Clarinet Quintet, Whom do you call angel now?, Lonely Lake, Arrangements of Clair de lune and Bach's 2-part Invention in F-Major |
| The Verdehr Trio - American Images 5 (Making of a Medium Vol. 20) |  | 2011 |  | Crystal Records     |  | CD 970       |  | Contains performance of Trio |
| CityMusic Cleveland LIVE                                          |  | 2007 |  | CityMusic Cleveland |  | CMC4, 2007   |  | Contains performance of Violin Concerto |
| Aurolucent Circles                                                |  | 2006 |  | Naxos Records       |  | 8.559250     |  | Aurolucent Circles, Mandala, Pulse, Remembrances, SIZZLE                                                                                          |
| Margaret Brouwer - Light                                          |  | 2003 |  | New World Records   |  | 80606        |  | Lament, Light, Under the Summer Tree, Skyriding, Demeter Prelude                                                                                  |
| Richard Stoltzman                                                 |  | 2001 |  | MMC Recordings      |  | 2080         |  | Contains performance of Clarinet Concerto |
| Crosswinds                                                        |  | 1999 |  | New World Records   |  | NWCR821      |  | Crosswinds, Prelude and Vivace, Diary of an Alien, Sonata for Horn and Piano                                                                      |
| New Mexico Brass Quintet                                          |  | 1993 |  | Crystal Records     |  | CD563        |  | Contains Performance of Timespan |
| Works by Allan Blank and Margaret Brouwer                         |  | 1993 |  | Centaur Records     |  | CRC 2138     |  | Skyriding, SCHerZOid, Two Pieces for Viola |

## Estudiantes
- Peter Gilbert
- Joseph Hallman
- Kevin Krumenauer
- Dan Visconti